# Trubská
Trubská, bis 1924 Trubsko (deutsch Trubska, 1939–1945 Röhren) ist eine Gemeinde in Tschechien. Sie liegt sechs Kilometer westlich von Beroun und gehört zum Okres Beroun.

## Geographie

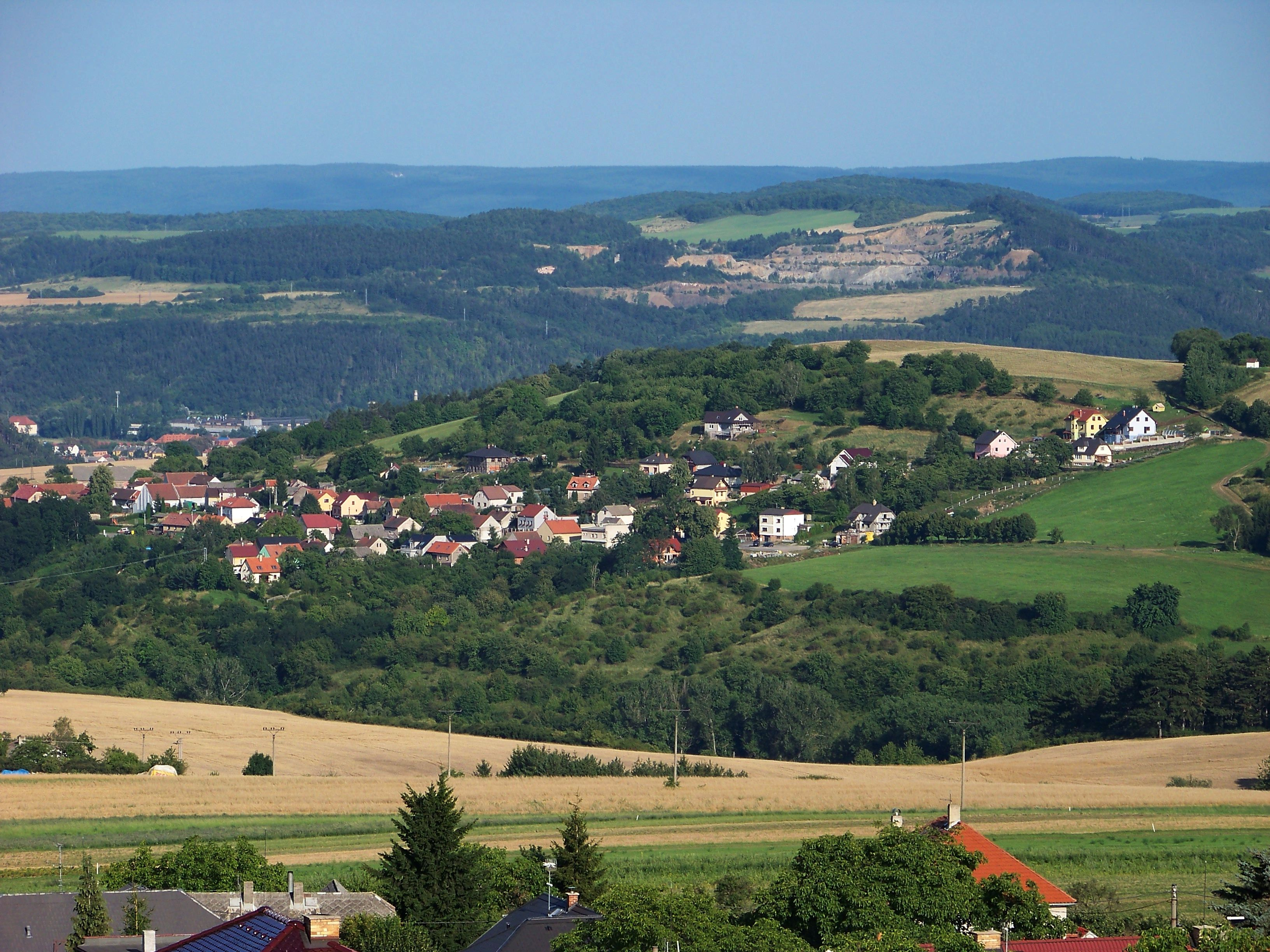
Blick von der Hudlická skála über Trubská, im Hintergrund der Steinbruch Kosov

Trubská befindet sich im Landschaftsschutzgebiet Křivoklátsko in der Křivoklátská vrchovina. Das Dorf liegt am Nordhang des Hügels Na Vrších rechtsseitig über dem Tal des Baches Dibeřský potok. Nördlich erhebt sich die Na Kozlí Hoře (381 m), im Nordosten der Lísek (483 m) und der Děd (492 m), südlich der Na Vrších (409 m), im Südwesten die Dubová (455 m), westlich der Velké Čihátko (535 m) und die Krušná hora (609 m) sowie im Nordwesten die Hudlická skála (467 m).
Nachbarorte sind Otročiněves, Nižbor, Stradonice und Lísek im Norden, Zdejcina und Beroun im Nordosten, Zahořany und Králův Dvůr im Osten, Počaply im Südosten, Trubín und Černín im Süden, Svatá, Svatská Hájovna und Kolna im Südwesten, Varta, Kublov und Broumy im Westen sowie Hudlice und Doužebnice im Nordwesten.

## Geschichte
Die erste schriftliche Erwähnung des Dorfes erfolgte im Jahre 1237.
Trubská wurde später Teil der Herrschaft Točník. Kaiser Ferdinand I. verkaufte Točník 1557 an Johann Ferdinand Popel von Lobkowicz. Dessen Enkel Georg verlor 1593 wegen einer Intrige gegen Kaiser Rudolf II. sämtliche Güter. 1594 wurde die konfiszierte Herrschaft Točník mit den Herrschaften Zbiroh und Königshof zu einer Kameralherrschaft vereinigt, deren Hauptmann seinen Sitz im Schloss Zbiroh hatte. Die Verwaltung und die Erträge des Königshofer Anteils der Kameralherrschaft Zbirow wurden 1834 als k.k. Montan-Herrschaft bzw. Berg-Cameralherrschaft Königshof dem k.k. Montan-Aerar zugewiesen. Sie blieb dabei dem k.k. Oberamt Zbirow untergeordnet, erhielt jedoch einen Amtsverwalter.
Im Jahre 1846 bestand Trubska aus 20 Häusern mit 174 Einwohnern. Durch die Herrschaft Pürglitz wurden im obrigkeitlichen Wald Dubowa die Eisenerzbergwerke St.-Caroli-Zeche sowie oberhalb von Trubska die St.-Amalien-Zeche betrieben. Katholischer Pfarrort war Počapl. Bis zur Mitte des 19. Jahrhunderts blieb das Dorf der k.k. Montan-Herrschaft Königshof im Berauner Kreis untertänig.
Nach der Aufhebung der Patrimonialherrschaften bildete Trubsko / Trubska ab 1850 einen Ortsteil der Gemeinde Zahořany im Gerichtsbezirk Beroun. 1868 wurde das Dorf dem Bezirk Hořowitz zugeordnet. Im Jahre 1908 wurde Trubsko eigenständig. Der heutige Ortsname Trubská wurde 1924 eingeführt. Seit 1936 gehört die Gemeinde zum Okres Beroun.

## Gemeindegliederung
Für die Gemeinde Trubská sind keine Ortsteile ausgewiesen.

## Sehenswürdigkeiten
- Naturdenkmal Stará Ves, nördlich des Dorfes
- Grund Hořecká rokle, südöstlich des Ortes
- Wegkreuz